# Simulium hinmani
Simulium hinmani är en tvåvingeart som beskrevs av Vargas och Najera 1946. Simulium hinmani ingår i släktet Simulium och familjen knott. Inga underarter finns listade i Catalogue of Life.